# Benicarló
Benicarló ist eine Gemeinde in der spanischen Provinz Castellón im Norden der Valencianischen Gemeinschaft. Es liegt an der Mittelmeerküste und ist ein beliebtes Ziel des nationalen und internationalen Tourismus.

## Verkehr und Wirtschaft
Neben dem Tourismus spielt auch die Landwirtschaft eine große wirtschaftliche Rolle, insbesondere der Anbau von Artischocken. Die Artischocke ist Bestandteil des Wappens Benicarlós, außerdem wird jährlich die Fiesta de la Alcachofa (dt. Artischockenfest) begangen.
Benicarló verfügt über einen Hafen und unterhält eine Fischereiflotte mit mehr als 50 Schiffen, die jährlich durchschnittlich 1.500.000 kg an Meerestieren einbringen, darunter Meerbarbe, Seeteufel, Krake und Seezunge.
Der Weinanbau, der im 19. Jahrhundert den wichtigsten Wirtschaftszweig des Ortes darstellte, ist nach einer Reblaus-Plage, an der beinahe alle Weinstöcke verendeten, eingegangen.

## Söhne und Töchter des Ortes
- Fernando Vicente (* 1977), Tennisspieler

## Bilder

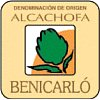
Logo der Herkunftsbezeichnung für Artischocken
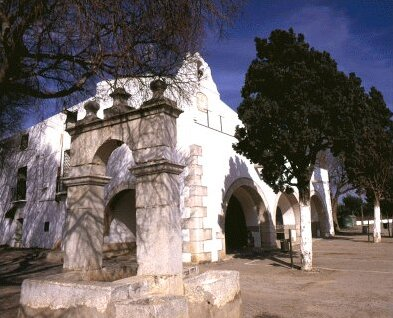
Ermita Sant Gregori
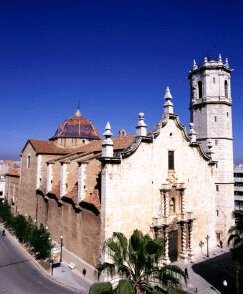
Kirche Sant Bartomeu
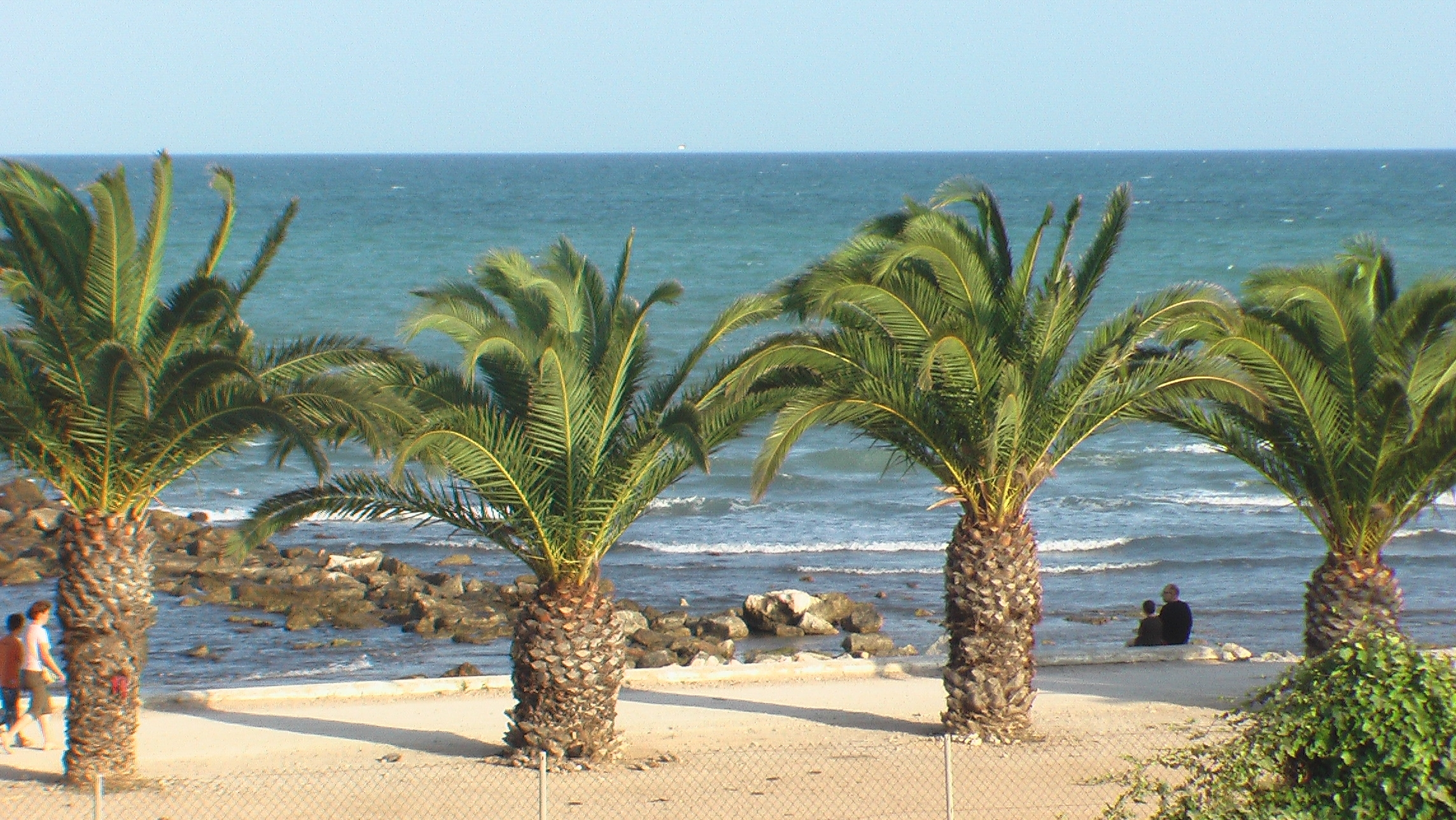
Strand beim Parador von Benicarlo